# Louise Simard (femme politique)
Pour les articles homonymes, voir Louise Simard et Simard.
Rose Marie Louise Simard, (née le 17 avril 1947) est une avocate et femme politique fransaskoise. Elle a représenté la circonscription de Regina Lakeview de 1986 à 1996 à l'Assemblée législative de la Saskatchewan, en tant que députée du Nouveau Parti démocratique (NPD).

## Biographie
Louise Simard nait à Val-d'Or, au Québec, et grandit à Meadow Lake, en Saskatchewan. Elle obtient un Baccalauréat en lettres et un Baccalauréat en droit de l'Université de la Saskatchewan. Elle fait un stage à Regina et est admise au barreau de la Saskatchewan en 1971. En 1974, elle devient la première femme légiste et conseillère parlementaire en Saskatchewan. En 1978, elle fonde son propre cabinet d'avocat. En 1979, elle est nommée au comité du Procureur général sur la consolidation de la Cour du banc de la Reine et des tribunaux de district. De 1982 à 1985, elle est représentante des consommateurs au Conseil de l'Ordre des médecins et chirurgiens de la Saskatchewan.
Élue députée à l'Assemblée législative de la Saskatchewan en 1986, elle est réélue en 1991 alors que son parti forme le gouvernement. Louise Simard est membre du Conseil des ministres en tant que ministre de la Santé et ministre responsable de la Condition féminine. En tant que ministre de la Santé, elle introduit le concept de « wellness » (bien-être), conjugué à une vaste réforme du système de soins de santé, comprenant la conversion d'hôpitaux de régions rurales en centres de santé et l'établissement de districts et de conseils régionaux de santé. Elle démissionne du Conseil des ministres en février 1995 et ne se représente pas aux élections générales de cette année-là. 
Après son passage en politique, elle effectue un retour à la pratique du droit. En 1995, elle est nommée conseillère de la reine. De 2000 à 2003, elle est présidente et Chef de la direction de la Saskatchewan Association of Health Organizations. Simard a ensuite servi en tant que présidente et chef de la Direction de la Health Employers Association of British Columbia.

### Vie privée
Louise Simard est d'abord mariée à Linton Smith, un juge. Le couple a deux enfants, mais divorce après quelques années. En 1994, elle épouse Dwain Lingenfelter. Plus tard, elle se sépare de Lingenfelter et, en 2009, soutient Deb Higgins dans la course à la direction du NPD.